# Verwaltungsgemeinschaft (Oberösterreich)
Eine Verwaltungsgemeinschaft beschreibt in Oberösterreich einerseits die Einrichtung gemeinsamer Gemeindeämter durch mehrere eigenständige Gemeinden sowie seit dem Jahr 2016 auch die Einrichtung einer de facto gemeinsamen Bezirkshauptmannschaft für mehrere Bezirke.

## Verwaltungsgemeinschaften von Gemeinden
Die Gründung von Verwaltungsgemeinschaften wird durch § 13 Oö. Gemeindeordnung (Oö. GemO 1990) ermöglicht. Dort wird beschrieben, dass die Gemeinden „zur gemeinschaftlichen Geschäftsführung ihrer Angelegenheiten“ eine Verwaltungsgemeinschaft vereinbaren können. Dies kann mittels übereinstimmender Gemeinderatsbeschlüsse geschehen, ebenso müssen mit einem solchen Beschluss Regelungen zu Sitz, Bezeichnung, Geschäftsführung, Beteiligung am Aufwand und Auflösung der Verwaltungsgemeinschaft getroffen werden. Die Einrichtung oder Auflösung einer Verwaltungsgemeinschaft muss der Landesregierung angezeigt und von ihr genehmigt werden. Weiters hat die Landesregierung umfangreiche Rechte im Rahmen von Streitigkeiten unter den beteiligten Gemeinden und kann Verwaltungsgemeinschaften nach den gesetzlich definierten Vorgaben auch gegen den Willen der jeweiligen Gemeinden auflösen.
Durch die Einrichtung der Verwaltungsgemeinschaft werden die bestehenden Gemeindeämter der Gemeinden häufig zusammengelegt und erhalten einen gemeinsamen Amtsleiter. Die vorher bestehenden Standorte bleiben entweder erhalten oder werden zu einem Hauptstandort mit Außenstellen in den jeweils anderen Gemeinden umgeformt. Diese Strukturänderungen ziehen sich anschließend durch alle Bereiche der von der Gemeinde zu besorgenden Aufgaben, wie zum Beispiel Schulen, Kindergärten, Bauhöfe etc.
Die Verwaltungsgemeinschaft ist für viele Gemeinden oft eine willkommene Möglichkeit, um die Ausgaben für die Verwaltung zu senken beziehungsweise den Mangel an qualifizierten Beamten durch das Zurückgreifen auf Spezialisierungen gemeinsam mit den Partnergemeinden auszugleichen und gleichzeitig aber die Eigenständigkeit der Gemeinde mit einem eigenen Bürgermeister und Gemeinderat zu erhalten. Deswegen wird die Einrichtung von Verwaltungsgemeinschaften auch in der Bevölkerung vielfach begrüßt. Nach Angaben der oberösterreichischen Landesregierung bestand im Jahr 2015 bereits in jeder Gemeinde in Oberösterreich irgendeine Form der Kooperation mit einer anderen Gemeinde, wobei Verwaltungsgemeinschaften nur einen Teil davon ausmachen.

## Verwaltungsgemeinschaften von Bezirken

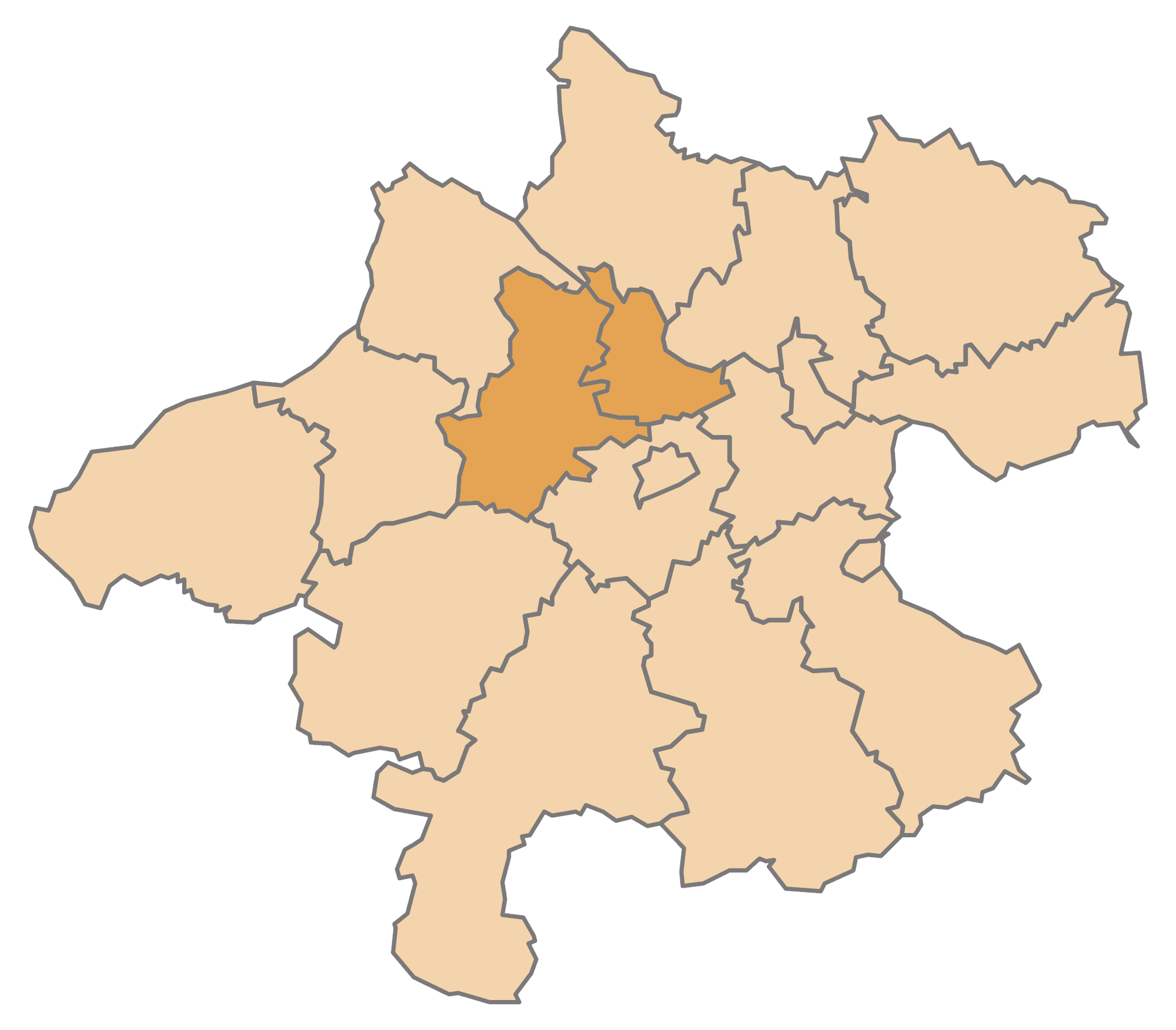
Die Bezirke Eferding und Grieskirchen in Oberösterreich

Mit Wirksamkeit zum 1. September 2016 wurde durch die Oö. Verwaltungsgemeinschaftsverordnung die Verlegung der Bezirkshauptmannschaft Eferding nach Grieskirchen unter Führung des Bezirkshauptmannes von Grieskirchen angeordnet. Die bestehenden Bezirke Eferding und Grieskirchen blieben damit zwar erhalten, werden aber nur mehr von einem Standort aus verwaltet. In Eferding wurde anstelle der bisherigen Bezirkshauptmannschaft eine Bürgerservicestelle für die Ausstellung von Dokumenten wie Reisepässen und Führerscheinen eingerichtet. Formell bestehen die beiden Bezirkshauptmannschaften weiter, jedoch sind sie durch eine Personalunion verbunden: Beide Behörden werden von demselben Bezirkshauptmann geleitet und verfügen über dasselbe Personal. Mit Wirkung zum 1. Jänner 2017 wurden die Bezirkspolizeikommanden Grieskirchen und Eferding zusammengelegt, ebenso reagierten viele Organisationen, die in ihrer Organisationsstruktur bisher den politischen Bezirken gefolgt sind (Rotes Kreuz, Feuerwehr).
Landeshauptmann Thomas Stelzer betonte die möglichen jährlichen Einsparungen von 13 Vollzeitarbeitskräften – rund 700.000 Euro pro Jahr – die bis zum Jahr 2020 auf insgesamt 23 eingesparte Vollzeitarbeitskräfte steigen sollen. Kritisiert wurde die Einrichtung der Verwaltungsgemeinschaft von den Grünen, die darin eine „Türschildaustauschaktion“ sahen, da die beiden Bezirke mit ihren jeweiligen Aufgaben bestehen bleiben würden und die Bürger in Eferding nun dazu genötigt werden würden, für die „Erledigung von Behördengängen nach Grieskirchen zu fahren“.
Die Verwaltungsgemeinschaft von Eferding und Grieskirchen ist bisher die einzige ihrer Art in Österreich.
Die oberösterreichische Landesregierung denkt nun auch an einen Ausbau der bereits bestehenden Kooperationen der drei Statutarstädte Linz, Wels und Steyr mit ihren jeweiligen Umlandbezirken im Rahmen der Verwaltungsgemeinschaften.